# Вила Пома
Вѝла По̀ма (на италиански: Villa Poma, на местен диалект: Vila Poma, Вила Пома) е село в Северна Италия, община Борго Мантовано, провинция Мантуа, регион Ломбардия. Разположено е на 13 m надморска височина.